# つまんね
『つまんね』は、神聖かまってちゃんの2ndアルバム。2010年12月22日にワーナーミュージック・ジャパンから発売された。

## 解説
初のフルアルバムであり、メジャーデビュー作。アルバム『みんな死ね』と2枚同時発売された。当初、2010年12月8日発売と発表されていたが、上記の発売日に変更になった。また、『みんな死ね』とはインディーズレーベルからのリリースに変更になった。この経緯については『みんな死ね』の項を参照。
初回プレス分のみ、『みんな死ね』とのW購入特典応募はがきが封入されており、応募すると「映画/夕暮れメモライザ」が収録された特製シングルCDが応募者全員にプレゼントされた。本作はワーナーミュージックジャパンが設立した新レーベル「unBORDE」からの第1号作品としてリリースされた。
シークレットトラックは、神聖かまってちゃん以前に製作していた音源で、宅録音源をそのまま用いている。

## 収録曲
| 全作詞・作曲: の子、全編曲: 神聖かまってちゃん。 |                                                                                           |       |            |      |
| #                                                | タイトル                                                                                  | 作詞  | 作曲・編曲 | 時間 |
| 1.                                               | 「白いたまご」                                                                            | の子  | の子       | 2:21 |
| 2.                                               | 「天使じゃ地上じゃちっそく死」                                                            | の子  | の子       | 4:11 |
| 3.                                               | 「美ちなる方へ」(発売に先行し、この曲のPVがYouTubeのワーナー公式アカウントで公開された。) | の子  | の子       | 4:27 |
| 4.                                               | 「芋虫さん」                                                                              | の子  | の子       | 3:30 |
| 5.                                               | 「黒いたまご」                                                                            | の子  | の子       | 3:57 |
| 6.                                               | 「笛吹き花ちゃん」                                                                        | の子  | の子       | 4:41 |
| 7.                                               | 「夜空の虫とどこまでも」                                                                  | の子  | の子       | 3:32 |
| 8.                                               | 「通学LOW」                                                                               | の子  | の子       | 2:50 |
| 9.                                               | 「いかれたNeet」                                                                          | の子  | の子       | 4:29 |
| 10.                                              | 「さわやかな朝」                                                                          | の子  | の子       | 4:07 |
| 11.                                              | 「聖天脱力」                                                                              | の子  | の子       | 5:08 |
| 合計時間:                                        | 合計時間:                                                                                 | 43:13 |            |      |

シークレットトラック
1. 放課後の図書室
2. 今日はとってもいい天気
3. もしもこんな時ひとりぼっちだったら
2014年にバンドで再レコーディングされ、「ひとりぼっち」という曲名でアルバム「英雄syndrome」に収録された。

## 演奏者
- mono - キーボード
- の子 - ボーカル、ギター、キーボード、プログラミング、木琴
- ちばぎん - ベース、コーラス
- みさこ - ドラムス、木琴